# Promène
Albums de Éric Charden
Pense à moi J't'écris
Promène est un album d'Éric Charden, sorti en 1978. 

## Liste des titres
1. Promène
2. La vie sans être marié
3. Tu m'manques
4. Je l'aime comme on aime un bébé
5. Pardonne ou l'amour graffiti
6. Cœur brisé tout l'temps pour souffrir
7. Sergent pépére
8. Fais l'amour à distance
9. Le monde est gris, le monde est bleu
10. C'est ma plus belle année